# Кінзебулатово
Кінзебула́тово (рос. Кинзебулатово, башк. Кинйәбулат) — село у складі Ішимбайського району Башкортостану, Росія. Адміністративний центр Байгузінської сільської ради.
Населення — 1058 осіб (2010; 950 в 2002).
Національний склад:
- башкири — 90%

## Видатні уродженці
- Халіков Тимірбулат Галяутдінович — Герой Радянського Союзу.